# Синельников, Михаил Хананович
Михаи́л Хана́нович Сине́льников (14 января 1933, Москва — 6 октября 1994) — российский литературный критик.

## Биография
Окончил Московский государственный библиотечный институт (1955). Лауреат премии Союза писателей СССР (1980). Член Союза писателей СССР (1973).
Отец — Ханаан Давыдович Синельников, советский экономист, учёный в области бухгалтерского учёта. 
Брат — Александр Хананович Синельников (1925—1992), учёный в области радиоэлектроники, организатор движения лыжных ультрамарафонов.

## Произведения

### Критика
- Молодой современник в литературе. М., 1963
- Советский характер: (По страницам прозы последних лет). М., 1975
- Николай Кочин: Роман о судьбах крестьянства. М., 1976 (Писатели Советской России)[1]
- Проза-78: (По страницам литературных журналов). М., 1979
- Право отвечать за все: Рабочий человек в прозе 70-х годов. М., 1980
- Диктует время: Очерк творчества А.Чаковского. М., 1983
- Времени причастен: (Соц. активность современника — героя литературы). М., 1984